# Dmitri Barsouk
Dmitri Nikolaïevitch Barsouk (russe : Дмитрий Николаевич Барсук), né le 20 janvier 1980 à Armavir, est un joueur russe de beach-volley. 
Il est médaillé d'argent aux Championnats du monde de beach-volley en 2007 et médaillé de bronze aux Championnats d'Europe de beach-volley en 2008 avec Igor Kolodinski.